# Belsize Park (wijk)
Belsize Park is een buitenwijk in Noord-Londen, Engeland in de London Borough of Camden, ongeveer 5,5 kilometer ten noordwesten van Charing Cross.

## Trivia
Belsize Park wordt genoemd in het lied Kayleigh van Marillion uit 1985 in de tekst "loving on the floor in Belsize Park"

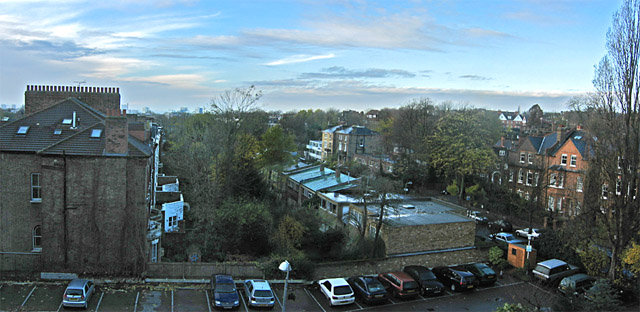
Uitzicht over Belsize Park